# Kablar
Kablar – wieś w Chorwacji, w żupanii karlowackiej, w mieście Karlovac. W 2011 roku liczyła 122 mieszkańców.